# Patinage de vitesse sur piste courte aux Jeux olympiques de la jeunesse d'hiver de 2024
Navigation
2020 2028
Les épreuves de patinage de vitesse sur piste courte aux Jeux olympiques de la jeunesse d'hiver de 2024 ont lieu du 20 au 24 janvier 2024 au palais des glaces de Gangneung en Corée du Sud. Ce sont les mêmes infrastructures utilisés pour les Jeux olympiques d'hiver de 2018. Le patinage artistique aura lieu dans cette même patinoire en deuxième partie d'olympiades.
Deux épreuves sur 1500 mètres sont rajoutés au programme

## Qualifications
Chaque comité peut s'engager sur chaque épreuve individuelle deux athlètes. Pour être éligibles, les participants doivent être nés entre le 1er juillet 2006 et le 30 juin 2008. Le pays hôte est assuré de deux quota par sexe.
L'attribution des places de quota sera basée sur la classification générale spéciale de l'ISU par sexe, créée à partir des résultats des Championnats du monde juniors de patinage de vitesse sur courte piste de l'ISU 2023. Un maximum de deux résultats de chaque fédération (sans compter le pays hôte) dans les distances individuelles respectives (500 m, 1 000 m, 1 500 m) donneront lieu à des points de classements selon un barème défini.
- Si un CNO apparaît deux fois dans le top 34 , il remporte deux quota.
- Si un CNO apparaît une fois dans le top 34 , il remporte un quota.

Les quotas sont attribués et répartis selon les principes suivants :
- Les quotas d'inscription sont attribués en fonction des résultats des Championnats du monde juniors de patinage de vitesse de l'ISU 2023 et des compétitions désignées de la Coupe du monde junior de l'ISU de patinage de vitesse organisées au cours de la saison 2023-2024.

• Une place de quota attribuée s'applique à un athlète. Cet athlète sera éligible pour participer à toutes les épreuves individuelles et par équipe.
Pour participer à l'épreuve de relais par équipes (limitée à huit équipes), les CNOS doivent être en capacité d'aligner deux patineurs et deux patineuses déjà qualifiés. Le top 8 est déterminé par les points au classement général des six épreuves individuelles du Championnats du monde juniors 2023.
| Pays            | Hommes | Femmes | Mixte | Nombre d'athlètes |
| --------------- | ------ | ------ | ----- | ----------------- |
| Australie       | -      |        | -     | 1                 |
| Autriche        | -      |        | -     | 1                 |
| Brésil          | -      |        | -     | 1                 |
| Bulgarie        |        |        | -     | 3                 |
| Canada          |        |        |       | 4                 |
| Chine           |        |        |       | 4                 |
| Tchéquie        |        | -      | -     | 1                 |
| France          |        |        |       | 4                 |
| Grande-Bretagne | -      |        | -     | 2                 |
| Allemagne       |        |        | -     | 3                 |
| Hong Kong       |        | -      | -     | 1                 |
| Hongrie         |        |        |       | 4                 |
| Italie          |        |        | -     | 4                 |
| Japon           |        |        |       | 4                 |
| Kazakhstan      |        |        | -     | 4                 |
| Corée du Sud    |        |        |       | 4                 |
| Lettonie        |        | -      | -     | 2                 |
| Pays-Bas        |        |        |       | 4                 |
| Norvège         |        | -      | -     | 1                 |
| Philippines     | -      |        | -     | 1                 |
| Pologne         |        |        | -     | 3                 |
| Singapour       | -      |        | -     | 1                 |
| Slovénie        |        |        | -     | 2                 |
| Serbie          | -      |        | -     | 1                 |
| Slovaquie       |        | -      | -     | 2                 |
| Thaïlande       |        | -      | -     | 1                 |
| Turquie         | -      |        | -     | 2                 |
| Ukraine         |        |        | -     | 3                 |
| États-Unis      |        |        |       | 4                 |
| Total           | 36     | 36     | 8     | 72                |

Des places de réserves sont aussi attribués (le Kazakstan et l'Italie sont susceptibles d'aligner une équipe mixte)

## Résultats
| Épreuve      | Or                                                         | Or             | Argent                                                                    | Argent         | Bronze                                                            | Bronze         |
| ------------ | ---------------------------------------------------------- | -------------- | ------------------------------------------------------------------------- | -------------- | ----------------------------------------------------------------- | -------------- |
| Hommes       |                                                            |                |                                                                           |                |                                                                   |                |
| 500 mètres   | Sean Shuai                                                 | 41 s 498       | Zhang Xinzhe                                                              | 41 s 755       | Dominik Gergely Major                                             | 41 s 969       |
| 1000 mètres  | Zhang Xinzhe                                               | 1 min 26 s 257 | Muhammed Bozdağ                                                           | 1 min 26 s 349 | Raito Kida                                                        | 1 min 26 s 478 |
| 1500 mètres  | Joo Jae-hee                                                | 2 min 21 s 906 | Zhang Xinzhe                                                              | 2 min 22 s 095 | Kim You-sung                                                      | 2 min 22 s 148 |
| Femmes       |                                                            |                |                                                                           |                |                                                                   |                |
| 500 mètres   | Anna Falkowska                                             | 44s 314        | Kang Min-ji                                                               | 44s 484        | Chung Jae-hee                                                     | 45 s 018       |
| 1000 mètres  | Li Jinzi                                                   | 1 min 40 s 803 | Yang Jingru                                                               | 1 min 40 s 996 | Polina Omelchuk                                                   | 1 min 41 s 600 |
| 1500 mètres  | Yang Jingru                                                | 2 min 33 s 148 | Li Jinzi                                                                  | 2 min 41 s 543 | Nonomi Inoue                                                      | 2 min 42 s 293 |
| Mixte        |                                                            |                |                                                                           |                |                                                                   |                |
| Relais mixte | Chine- Li Jinzi - Yang Jingru - Zhang Bohao - Zhang Xinzhe | 2 min 46 s 516 | États-Unis- Kyung Jang - Eliza Rhodehamel - Julius Kazanecki - Sean Shuai | 2 min 47 s 124 | Japon- Nonomi Inoue - Aoi Yoshizawa - Yuta Fuchigami - Raito Kida | 2 min 47 s 412 |

## Tableau des médailles
| Rang  | Nation       | Or | Argent | Bronze | Total |
| ----- | ------------ | -- | ------ | ------ | ----- |
| 1     | Chine        | 4  | 4      | 0      | 8     |
| 2     | Corée du Sud | 1  | 1      | 2      | 4     |
| 3     | États-Unis   | 1  | 1      | 0      | 2     |
| 3     | Pologne      | 1  | 0      | 0      | 1     |
| 5     | Turquie      | 0  | 1      | 0      | 1     |
| 6     | Japon        | 0  | 0      | 3      | 3     |
| 7     | Hongrie      | 0  | 0      | 1      | 1     |
| 7     | Kazakhstan   | 0  | 0      | 1      | 1     |
| Total | Total        | 7  | 7      | 7      | 21    |